# Jewels in the crown: All-Star duet with the Queen
Jewels In The Crown è una raccolta di duetti della cantante soul statunitense Aretha Franklin. È stato pubblicato nel 2007 dalla Arista, e comprende diverse registrazioni facenti parte del repertorio della cantante, più due nuovi brani, uno con Fantasia e un altro con John Legend. Sono inclusi anche registrazioni live, ed una versione di Nessun Dorma, registrata durante la cerimonia per l'assegnazione dei Grammy Awards del 1998, come sostituta all'ultimo minuto di Luciano Pavarotti.

## Tracce
| #  | Titolo                                         | Durata | Duetto con                          | Compositori                                                                                  | Produttori                 | Anno |
| -- | ---------------------------------------------- | ------ | ----------------------------------- | -------------------------------------------------------------------------------------------- | -------------------------- | ---- |
| 1  | Jumpin' Jack Flash                             | 5:08   | Keith Richards, Ron Wood            | Mick Jagger, Richards                                                                        | Richards                   | 1986 |
| 2  | Sisters Are Doin' It for Themselves            | 5:53   | Annie Lennox                        | Annie Lennox, Dave Stewart                                                                   | Lennox, Stewart            | 1985 |
| 3  | I Knew You Were Waiting (For Me)               | 4:03   | George Michael                      | Simon Climie, Dennis Morgan                                                                  | Michael                    | 1987 |
| 4  | What Now My Love                               | 3:16   | Frank Sinatra                       | Gilbert Bécaud, Pierre Delanoë, Carl Sigman                                                  | Hank Cattaneo, Phil Ramone | 1993 |
| 5  | Put You Up on Game                             | 4:16   | Fantasia Barrino                    | Antonio Dixon, Kaleena Harper, Larry Jackson, Harvey Mason, Jr., Steve Russell, Damon Thomas | The Underdogs              | 2007 |
| 6  | What Y'all Came to Do                          | 3:17   | John Legend                         | Paul Cho, Devon Harris, Isaac Hayes, Legend, David Porter                                    | Legend                     | 2007 |
| 7  | Never Gonna Break My Faith                     | 4:17   | Mary J. Blige, Boys Choir of Harlem | Bryan Adams, Eliot Kennedy, Andrea Remanda                                                   | Adams, The Underdogs       | 2006 |
| 8  | Through the Storm                              | 4:26   | Elton John                          | Albert Hammond, Diane Warren                                                                 | Narada Michael Walden      | 1989 |
| 9  | It Isn't, It Wasn't, It Ain't Never Gonna Be   | 4:52   | Whitney Houston                     | Hammond, Warren                                                                              | Walden                     | 1989 |
| 10 | (You Make Me Feel Like) A Natural Woman (live) | 4:40   | Gloria Estefan, Bonnie Raitt        | Gerry Goffin, Carole King                                                                    | –                          | 1993 |
| 11 | Doctor's Orders                                | 4:34   | Luther Vandross                     | Hubert Eaves III, Vandross                                                                   | Vandross                   | 1991 |
| 12 | Ever Changing Times                            | 5:12   | Michael McDonald                    | Burt Bacharach, William Conti, Carole Bayer Sager                                            | Bacharach, Sager           | 1991 |
| 13 | Chain of Fools (live)                          | 3:12   | Mariah Carey                        | Don Covay                                                                                    | –                          | 1998 |
| 14 | Don't Waste Your Time                          | 4:11   | Mary J. Blige                       | Denise Rich, Josh Ruben                                                                      | Babyface                   | 1999 |
| 15 | Love All the Hurt Away                         | 4:21   | George Benson                       | Sam Dees                                                                                     | Arif Mardin                | 1981 |
| 16 | Nessun Dorma (live)                            | 3:20   | –                                   | Giacomo Puccini                                                                              | –                          | 1998 |